# Ворон: Місто янголів
«Ворон: Місто янголів» — фантастичний кримінальний трилер 1996 року.

## Сюжет
Ставши свідком жорстокої розправи, Еш Корвен сам стає жертвою. Повсталий з мертвих, він вступає в боротьбу з силами зла в Лос-Анджелесі. Разом з художницею, якій він снився уві сні, Еш починає мстити своїм вбивцям.